# Daştatük
Daştatük är en ort i Azerbajdzjan.   Den ligger i distriktet Lənkəran Rayonu, i den sydöstra delen av landet, 210 km sydväst om huvudstaden Baku. Daştatük ligger 92 meter över havet och antalet invånare är 878.
Terrängen runt Daştatük är varierad. Runt Daştatük är det ganska tätbefolkat, med 120 invånare per kvadratkilometer.. Närmaste större samhälle är Lankaran, 11,5 km nordost om Daştatük.
I omgivningarna runt Daştatük växer i huvudsak blandskog.